# Peronedys anguillaris
Peronedys anguillaris är en fiskart som beskrevs av Steindachner, 1883. Peronedys anguillaris ingår i släktet Peronedys och familjen Clinidae. Inga underarter finns listade i Catalogue of Life.